# Пясъчник
Вижте пояснителната страница за други значения на Пясъчник.
Пясъчникът е споена седиментна скала, съставена от зърна пясък, циментирани от глинести, карбонатни, силициеви или други материали. Образувана от материали, получени при физическото разрушаване на други скали. Разрушеният или отмитият материал се отлага в друга среда, където с времето протича повторното му спояване. Големината на зърната му е от 0,1 mm до 5 mm. Според преобладаващия размер на зърната, пясъчникът бива: финозърнест: 0,1 – 1 mm, среднозърнест: 1 – 2,5 mm и едрозърнест: 2,5 – 5 mm. В зависимост от минералния си състав пясъчника се дели на моно- и полиминерални кварцови, аркозови и грауваки. Плътността на пясъчника варира от 2250 до 2670 kg/m³, пористостта 0,69 – 6,7%, водопоглъщане 0,63 – 6,0%. Най-високи физикомеханични свойства имат пясъчниците със силициево и карбонатно циментиращо вещество, а най-малки – с глинести вещества. Огнеупорността на пясъчника също е различна, най-високата (до 1700°С) е характерна за чистите кварцови пясъчници със силициева циментация.
В строителството пясъчникът се използва в качеството си на облицовъчен материал, в бита, натрошен пясъчник (чакъл) с различно предназначение (в пътното строителство и като пълнител на бетон). Кварцовият пясъчник със съдържание на силициев двуокис (SiO2) над 95% се използва за производство на огнеупорни тухли за изграждане на металургични пещи, в качеството си на флюс при топенето на мед и никел, за производство на стъкло и др.